# Johann Friedrich Schelcher
Johann Friedrich Adolf Schelcher (* 17. September 1762 in Laubegast bei Dresden; † 13. Mai 1813 in Dresden) war ein deutscher Maler und Kupferstecher.

## Biografie
Johann Friedrich Schelcher stand zunächst im kurfürstlichen Dienst und wurde dann Schüler der Akademie in Dresden. Ab 1779 lernte er bei dem Zeichenmeister und Kunstagenten Johann Christian Klengel. Er malte Landschaften, Porträts und Schlachtenbilder und kopierte sie gelegentlich als Miniaturen. Er blieb in Dresden ansässig und suchte dort vorzugsweise seine Motive, fertigte aber im Jahr 1796 auch eine Reihe von Kupferstichen mit Berliner Ansichten, die sich im Besitz der Staatsbibliothek zu Berlin befinden.